# Lysionotus atropurpureus
Lysionotus atropurpureus är en tvåhjärtbladig växtart som beskrevs av Kanesuke Hara. Lysionotus atropurpureus ingår i släktet Lysionotus och familjen Gesneriaceae. Inga underarter finns listade i Catalogue of Life.